# Thymus sibiricus
Thymus sibiricus là một loài thực vật có hoa trong họ Hoa môi. Loài này được (Serg.) Klokov & Des.-Shost. miêu tả khoa học đầu tiên năm 1936.